# Klaas van Berkel
Klaas van Berkel (Nieuwer-Amstel, 24 juli 1953) is een Nederlandse historicus en emeritus-hoogleraar Geschiedenis na de Middeleeuwen aan de Rijksuniversiteit Groningen. Hij is vooral bekend als wetenschapshistoricus.

## Levensloop
Van Berkel studeerde geschiedenis en filosofie aan de Rijksuniversiteit Groningen, en promoveerde in 1983 aan de Universiteit Utrecht op een proefschrift over Isaac Beeckman (1588-1637) en de mechanisering van het wereldbeeld.
Nadien werkte hij eerst als wetenschappelijk medewerker bij de Open Universiteit en doceerde hij geschiedenis der natuurwetenschappen aan de Landbouwhogeschool te Wageningen. In 1988 werd hij - als opvolger van Ernst Kossmann -  benoemd tot hoogleraar Geschiedenis na de Middeleeuwen aan de Rijksuniversiteit Groningen. Van 1992 tot 1999 was hij directeur van het Rudolf Agricola Instituut.
Vanaf 1988 werkte Van Berkel ook als redacteur bij verschillende tijdschriften en in verschillende administratieve functies en commissies. Sinds 1997 is hij lid van de Koninklijke Nederlandse Akademie van Wetenschappen (KNAW).

## Werken
Boeken van Klaas van Berkel
- 1981. Natuurwetenschappen van Renaissance tot Darwin. Thema's uit de wetenschapsgeschiedenis, met H.A.M. Snelders (red.).
- 1983. Isaac Beeckman (1588-1637) en de mechanisering van het wereldbeeld.
- 1985. In het voetspoor van Stevin. Geschiedenis van de natuurwetenschap in Nederland 1580-1940,  Meppel: Boom.
- 1998. Dijksterhuis: een biografie, Bert Bakker Amsterdam.
- 1998. Citaten uit het boek der natuur
- 1999. A history of science in the Netherlands: survey, themes and reference, met Albert van Helden en Lodewijk Palm, Brill Leiden.[4]
- 2005. Academische illusies. De Groningse universiteit in een tijd van crisis, bezetting en herstel, 1930-1950 Bert Bakker, Amsterdam[5]
- 2008. De stem van de wetenschap Geschiedenis van de Koninklijke Nederlandse Akademie van Wetenschappen. Deel I 1808-1914 Bert Bakker, Amsterdam[6]

Verder schreef hij artikelen over onder andere René Descartes, het Rijksmuseum Boerhaave, Jacob Clay, Eduard Jan Dijksterhuis, de Hollandse significa en Frits Zernike